# 宗義倫
宗義倫（日语：／ Sō Yoshitsugu，1671年5月5日—1694年11月14日），日本江戶時代初期的大名、對馬府中藩第4代藩主。
宗義倫是第3代藩主宗義真的次子。因長兄早逝，他於被父親指定為繼承人。1692年（元祿5年），父親隱居，他繼承家督之位。
因年幼，藩的實權掌握在父親義真手中。1694年（元祿7年），他在江戶去世，時年24歲。其弟宗義方繼位。